# Nagroda imienia Ireny Sendlerowej „Za naprawianie świata”

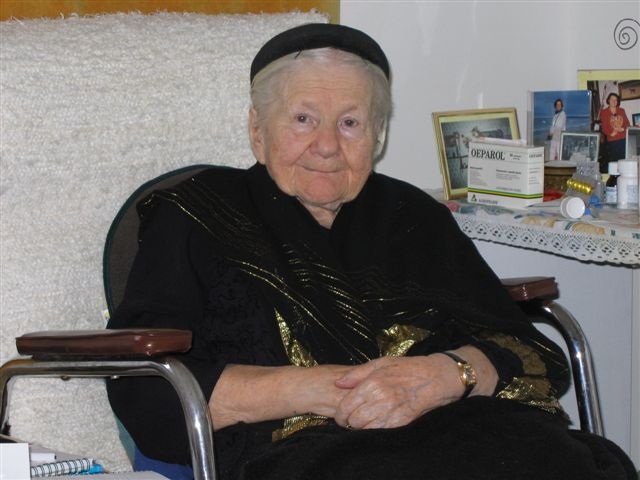
Irena Sendlerowa w 2005

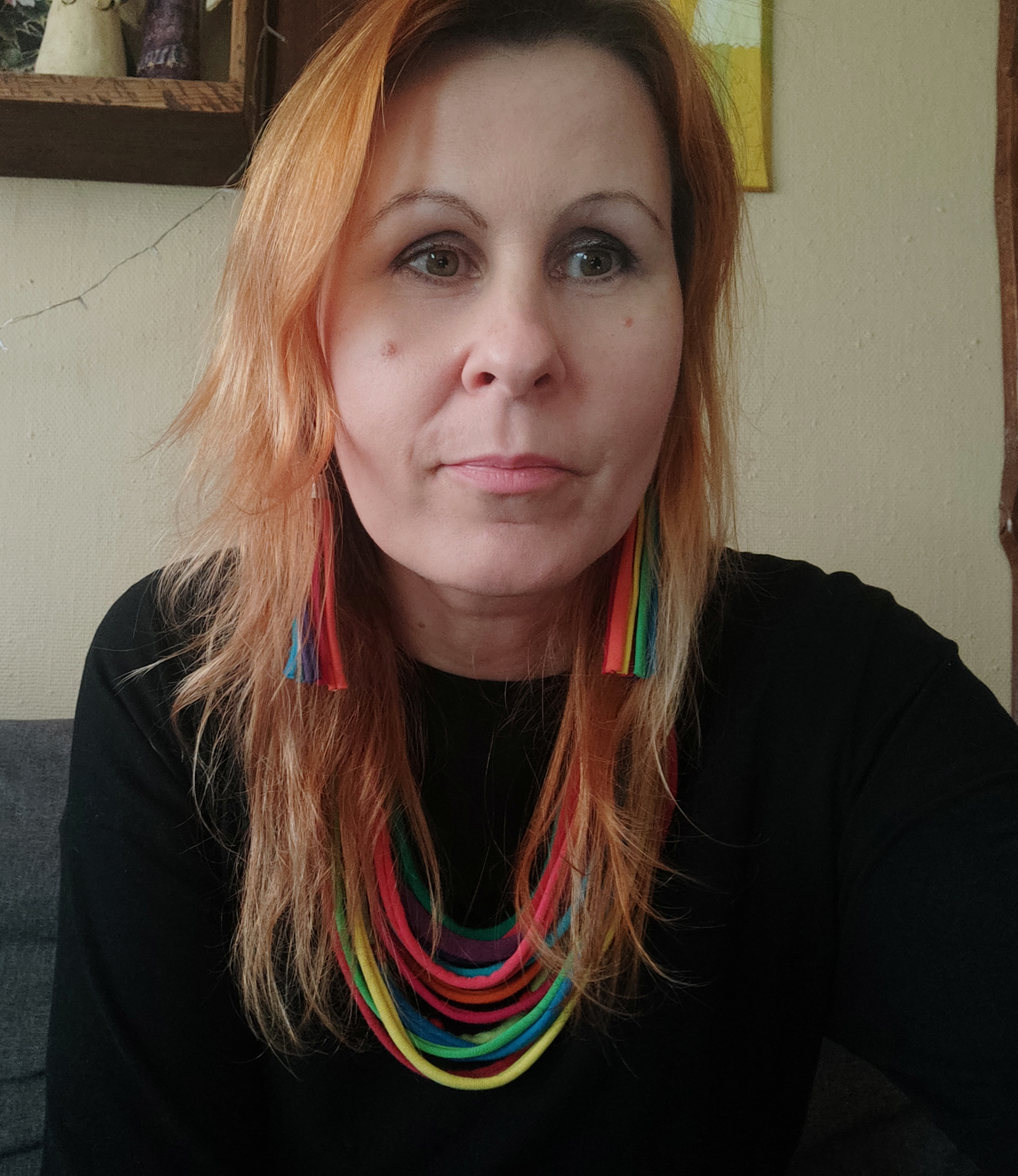
Marta Florkiewicz-Borkowska, laureatka Nagrody im. Ireny Sendlerowej w 2021 roku

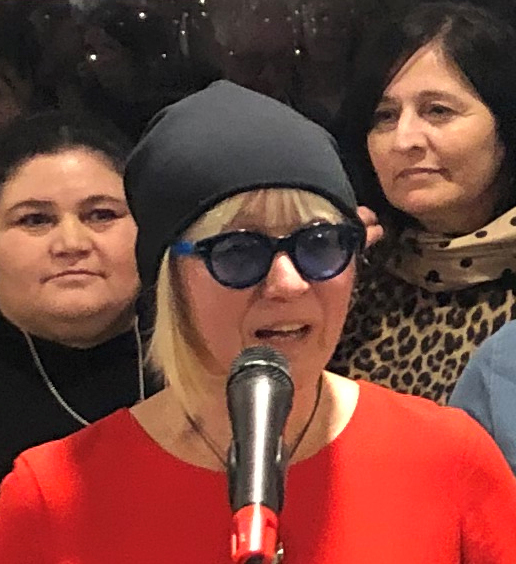
Marina Hulia, laureatka Nagrody im. Ireny Sendlerowej w 2013 roku

Nagroda imienia Ireny Sendlerowej „Za naprawianie świata” – nagroda ustanowiona w marcu 2006 przyznawana nauczycielom szkół podstawowych i ponadpodstawowych (także prywatnych i społecznych) którzy uczą i wychowują w duchu tolerancji i poszanowania dla innych, inspirują do działań zgodnych z tymi zasadami i odgrywają aktywną rolę w swojej szkole oraz społeczności lokalnej. 
Nagroda powstała z inicjatywy Stowarzyszenia Dzieci Holokaustu i jest prowadzona przez fundację Centrum Edukacji Obywatelskiej. Pierwsi laureaci zostali nominowani osobiście przez Irenę Sendlerową. 

## Kapituła
Wyboru osoby nagrodzonej dokonuje Kapituła, w składzie:
- Krzysztof Czyżewski, prezes Fundacji Pogranicze
- Elżbieta Ficowska, przewodnicząca Stowarzyszenia Dzieci Holocaustu w latach 1998–2006, jedna z 2500 dzieci, ocalonych przez Irenę Sendlerową
- Włodzimierz Grudziński, niezależny konsultant oraz doradca Prezesa Zarządu Związku Banków Polskich.
- Alicja Pacewicz, dyrektorka ds. programów i wydawnictw Centrum Edukacji Obywatelskiej
- Mirosław Sawicki, minister edukacji narodowej w latach 2004–2005, wicedyrektor Centralnej Komisji Egzaminacyjnej
- Krystyna Starczewska, twórczyni i dyrektorka I Społecznego LO w Warszawie przy ulicy Bednarskiej oraz XX Społecznego Gimnazjum w Warszawie przy ulicy Raszyńskiej
- Robert Szuchta, nauczyciel historii w LO im. Witkacego w Warszawie, laureat pierwszej Nagrody im. Ireny Sendlerowej

Corocznie Kapituła, poza samą nagrodą, przyznaje także wyróżnienia.

## Laureaci nagrody
Kandydat do nagrody może zgłosić się sam, może też zostać zgłoszony przez inne osoby lub instytucje.
- Robert Szuchta, nauczyciel historii w LO im. Witkacego w Warszawie, Norman Conard z Union Town w stanie Kansas w USA (2006)
- Anna Janina Kloza, nauczycielka języka polskiego w VI Liceum Ogólnokształcącym w Białymstoku (2008)
- Beata Maliszkiewicz współzałożycielka i dyrektorka Zespołu Szkół TAK w Opolu (2009)
- Marzanna Pogorzelska, ucząca języka angielskiego w Liceum w Kędzierzynie Koźlu (2010)
- Grażyna Ferenc (2011)
- Małgorzata Rusiłowicz (2012)
- Marina Hulia (2013)
- Małgorzata Matecka, nauczycielka języka polskiego w XII Liceum Ogólnokształcącym im. Stanisława Wyspiańskiego w Łodzi (2014)
- Jakub Niewiński, nauczyciel w Gimnazjum nr 1 w Murowanej Goślinie (2015)
- Zofia Cofałka, nauczycielka w Gimnazjum nr 2 im. Jana Pawła II w Chorzowie, wykładowca w Centrum Nauki i Biznesu "Żak" w Katowicach (2016)
- Jerzy Hamerski i Elżbieta Drygas, twórcy Szkoły „Łejery” w Poznaniu (2017)[1],
- Mirosław Skrzypczyk (2018)[2],
- Dorota Żuber (2019)[3],
- Agnieszka Jankowiak-Maik (2020)[4]
- Marta Florkiewicz-Borkowska (2021)[5]
- Jakub Tylman (2022)[6]